# M6 Music Club
M6 Music Club est une chaîne de télévision musicale française privée diffusant des clips dance la plupart du temps. Elle est créée le 20 janvier 2009 par le Groupe M6 à la suite de l'arrêt de M6 Music Rock. La chaîne est alors disponible sur le câble, le satellite, la télévision par xDSL et la télévision mobile personnelle. Le 16 décembre 2014, le groupe M6 annonce que M6 Music Club et M6 Music Black cesseront d'émettre à partir de minuit le 4 janvier 2015, faute de rentabilité économique, mais aussi à cause de la concurrence sérieuse des autres chaînes musicales.

## Histoire de la chaîne
M6 Music Rock a été créée le 10 janvier 2005 par le Groupe M6, spécialement pour le bouquet satellite TPS en même temps que M6 Music Black, pour enrichir son bouquet de chaînes musicales et faire concurrence au groupe MCM et MTV. Souffrant de la fusion entre TPS et Canalsat, et de son absence sur la TNT, le Groupe M6 décide de fermer la chaîne (ainsi que Fun TV) et de créer, le 20 janvier 2009, M6 Music Club.
Depuis le 4 avril 2012, M6 Music Club ainsi que sa consœur M6 Music Black, n'est plus disponible dans les offres TV de Numericable. Cette suppression n'a pas été annoncée.

Le 16 décembre 2014, le Groupe M6 annonce la fin des chaînes M6 Music Club et M6 Music Black le 4 janvier 2015 à minuit.

## Identité visuelle

Logo de M6 Music Club du 20 janvier 2009 au 4 janvier 2015

.

### Slogans
- 2009-2012 : « La chaîne 100% Dancefloor »
- 2012-2015 : « La chaîne 100% Dance ! »

## Anciens programmes

### Musique
- After
- Before
- Club 2000
- Club 90
- Coup de Cœur
- DanceFloor
- Electro
- French Touch
- Happy Hours
- Hits
- Hot Club
- Le best
- Le Top
- Mix by Kaïo
- My Playlist By...
- New
- Urban Clubbing
- Week-end
- Club Inter
- ClubMan
- Everybody Dance
- Hit des Clubs
- Inside My Radio (avec Radio FG)

### Divertissements / Magazines
- Events
- Jeux
- Lives
- M6 Music Dans Ton Club
- Starfloor
- Smash by M6 Mobile

### Présentateurs
- Kaio

### Anciens présentateurs
- Benoit Saurat
- Antoine Baduel

## Organisation

### Capital
M6 Music Club est alors détenu à 100% par le Groupe M6.

### Siège
Les locaux du bouquet M6 Music sont situés au siège du Groupe M6, 89 avenue Charles de Gaulle à Neuilly-sur-Seine.

## Diffusion
Diffusion ADSL : 
- Bbox : Canal 71.
- DartyBox : Canal 85.
- Freebox TV : Canal 61.
- Neufbox TV : Canal 162.
- Orange TV : Canal 137.

Diffusion câble : 
- Monaco Telecom : Canal 209.
- Valvision : Canal 254.
- Vialis : Canal 332.

Diffusion satellite : 
- Canalsat : Canal 185.
- Tahiti Nui Satellite.